# 良弘
良弘（りょうこう、康治元年（1142年）- 没年未詳）は、平安時代後期の真言宗小野流の僧。能登権守藤原孝能の子。母は菅原時登の娘。法印、権大僧都。

## 略歴
醍醐寺に住し、平氏政権下において平清盛の信任を受ける。権少僧都の任にあった治承2年（1178年）には建礼門院徳子の御着帯に際して安産祈願を行う。治承4年（1180年）の以仁王の挙兵の際には怨敵退散の祈願を行い、その褒賞として権大僧都に進む。徳子の産んだ言仁親王が安徳天皇として即位するとその護持僧に任じられ、さらに平家一門と密接な関係を持つに至った。
このため、寿永2年（1183年）に源義仲に追われて平家一門が都落ちした際には、これと行動をともにして西海に赴く。さらに二年の後、平家が最終的な敗北を喫した元暦2年（1185年）の壇ノ浦の戦いにおいて、平時忠ら多くの廷臣や僧侶とともに捕虜となる。その後都へ連行され、審議の上阿波国へ流罪となった。
文治4年（1188年）に赦免され都に戻ったが、その後の足跡は不明である。